# Oregon Route 429
Az Oregon Route 429 (OR-429) egy oregoni állami országút, amely észak–déli irányban a Crescent Lake-i Lava Odell Roadtól az Oregon Route 58 Crescent Lake Junction-i elágazásáig halad.
A szakasz Crescent Lake Highway No. 429 néven is ismert.

## Leírás
A szakasz a Crescent-tótól északkeletre, a Crescent Lake településen található Lava Odell Roadnál kezdődik északnyugati irányban. A pálya 800 méter után északkeletre kanyarodik, majd a vasúti átjáró után átkel a Johnston-patakon, ezután pedig keletre fordul, végül az 58-as útba torkollik.